# Technik-Museum Speyer
Das Technik Museum Speyer befindet sich in der Nähe des Speyerer Stadtzentrums am Flugplatz Speyer.
Es präsentiert seit Anfang der 1990er Jahre auf einer Hallenfläche von 25.000 Quadratmetern und 100.000 Quadratmetern Freigelände eine große Anzahl zum Teil besonderer technischer Konstruktionen aus dem Fahrzeug- und Flugzeugbau. Des Weiteren befinden sich auf dem Museumsgelände das Marinehaus und ein Modellbaumuseum sowie ein IMAX-Filmtheater mit einer 24 Meter durchmessenden kuppelförmigen Leinwand mit einer Projektionsfläche von ca. 1000 Quadratmetern. Im Forum des Museums können sich Besucher kostenlos über die Transporte einiger größerer Ausstellungsobjekte zum Technik Museum Speyer und zum Technik Museum Sinsheim informieren.
Träger ist der gemeinnützige Verein Auto & Technik Museum mit  mehr als 2000 Mitgliedern. Direktor und Haupttriebfeder für den starken Ausbau des Museums ist der Unternehmer Hermann Layher, Sohn des Gründers Eberhard Layher.
Das Museum ist durch die Buslinien 564 und 565 an den Speyerer Hauptbahnhof angebunden.

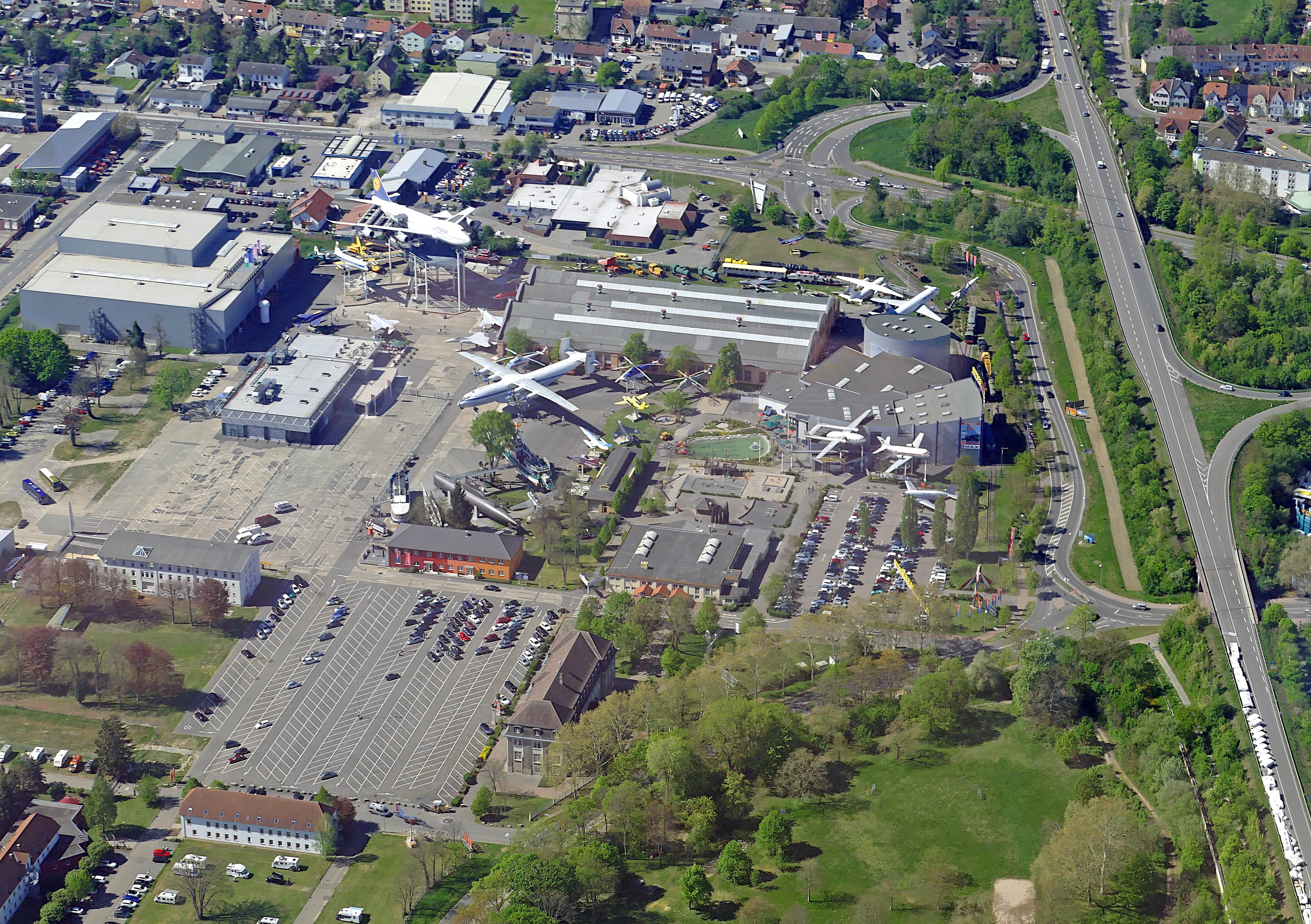
Luftbild des Technik Museums Speyer

## Vorgeschichte des Geländes
Das Hauptgebäude, die denkmalgeschützte Liller Halle, wurde 1913 für die Compagnie Francaise Thomson-Houston (CFTH), die französische Schwestergesellschaft von British Thomson-Houston (siehe auch: Thomson-Houston Electric Company), in Lesquin bei Lille errichtet. Während des Ersten Weltkriegs wurde die komplette Halle von deutschen Truppen demontiert und etwa 1917 nach Speyer transportiert, wo sie ab 1918 als Produktionshalle für die Pfalz-Flugzeugwerke dienen sollte.
Im Jahr 1913 wurden die Pfalz-Flugzeugwerke gegründet, die auf dem heutigen Gelände des Technik Museums ein Flugzeugwerk errichteten und bis 1918 dort Flugzeuge produzierten.
1918, nach dem verlorenen Ersten Weltkrieg, beschlagnahmten französische Truppen die Pfalz-Flugzeugwerke und nutzten das Gelände bis 1926 als militärischen Automobilpark. Die letzten französischen Truppen zogen 1930 aus Speyer ab.
In den Jahren 1937 bis 1945 diente das Ensemble deutschen Spezialisten als Reparatur- und Überholungswerkstatt für Flugzeuge von den Flugwerken Saarpfalz.
Nach dem Zweiten Weltkrieg, 1945 bis 1984, nutzte die französische Besatzungsmacht die Gebäude als Kaserne  und fügte noch weitere Bauten hinzu. Die französischen Streitkräfte gaben die Kaserne Martin zum 30. Dezember 1986 an den Bund zurück.
Zunächst gab es Planungen, dort eine Hundertschaft des Bundesgrenzschutzes unterzubringen. Aus dieser Zeit stammt der stacheldrahtbewehrte Zaun auf der Südseite. Nachdem diese Pläne verworfen wurden, wurden 1990 die Liller Halle und im Dezember 1992 das 18,5 Hektar große Gelände mit Ausnahme von 1,6 Hektar, auf denen ein Busunternehmen angesiedelt wurde, an die Eigentümer des Auto- und Technik Museums Sinsheim verkauft, die in Sinsheim nicht mehr erweitern konnten.
In der Folge wurden zunächst die Liller Halle und dann der Wilhelmsbau renoviert und größere Freiflächen für Museumszwecke genutzt. Die ehemalige Kasernenkantine dient als Restaurant, das Offiziersgebäude und das Krankenrevier wurden zum Hotel umgebaut. Schließlich wurden zwei IMAX-Kinos und ein großer Eingangsbereich nördlich der Liller Halle angebaut.

## Geschichte, markante Exponatzuwächse
Da im Auto- und Technikmuseum Sinsheim Erweiterungsflächen fehlten, gründete der Verein Auto & Technik Museum Ende der 1980er Jahre eine zweite Ausstellungsfläche auf dem (heutigen) Gelände des Technikmuseums Speyer. Das Technikmuseum wurde 1991 eröffnet.
Im Jahr 1993 erreichte das U-Boot U 9 der deutschen Bundeswehr das Ausstellungsgelände. Im selben Jahr wurde in der ehemaligen Werkstatt des Museums ein Marinemuseum eröffnet.
Für die wachsenden Besucherzahlen entstand bis 1995 das Hotel am Technik Museum, welches bereits in den Jahren 1997, 1999 und 2000 erweitert werden musste.
Von 1997 bis 2000 wurde aus dem Verwaltungsgebäudes der Pfalz-Flugzeugwerke der museumseigene Wilhelmsbau hergerichtet.
Ebenso im Jahr 1997 wurde eine chinesische Dampflokomotive der Baureihe QJ aufgestellt und konnte der Kinokomplex IMAX DOME eröffnet werden.
1999 wurde das Transportflugzeug Antonow An-22 in das Museum transportiert. 2002 wurde eine Boeing 747 („Jumbo Jet“) in Flugposition auf einem Metallgerüst im Technikmuseum montiert.
Im Jahr 2003 entstand auf dem Museumsgelände die Fernsehsendung Das Rasthaus. 2004 wurde dem Museum das Hausboot der Kelly Family gespendet sowie ein Forum mit 350 Plätzen für Vorträge und Versammlungen eröffnet. Im Jahr 2010 wurde die Raumfahrtausstellung um eine originale Sojus Raumkapsel erweitert.

## Hauptattraktionen

### Flugzeuge

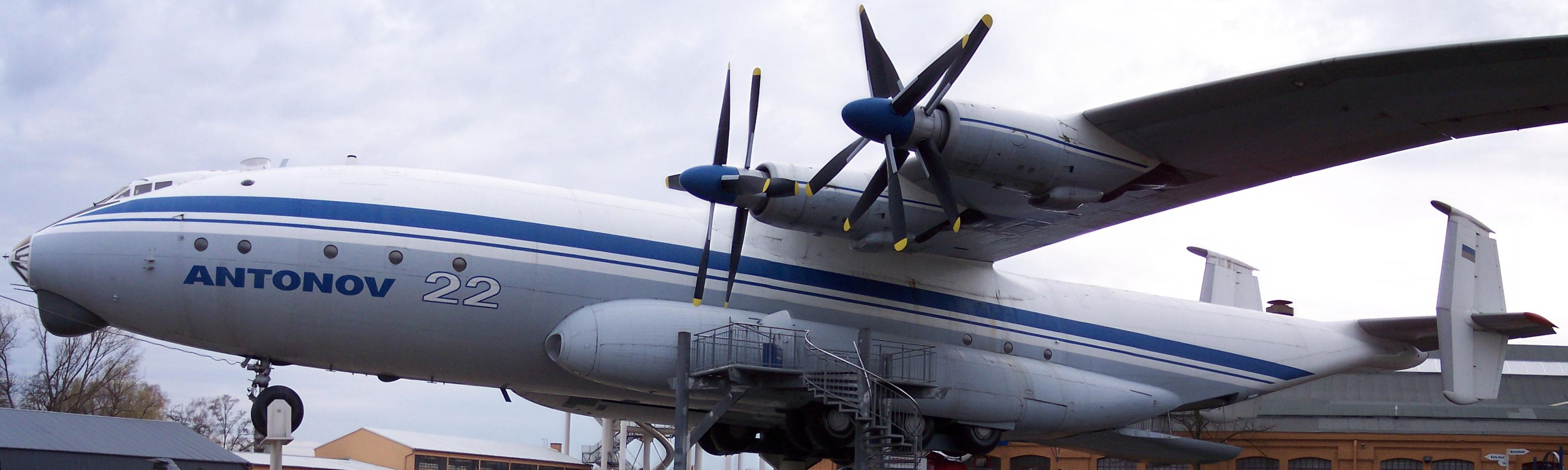
Technik Museum Speyer, begehbare Antonow An-22 Antei

Zu den Hauptattraktionen gehören unter anderem das größte in Serie gebaute propellergetriebene Flugzeug der Welt, die Antonow An-22, das U-Boot U 9 der Deutschen Marine, der russische Orbiter Buran und eine Boeing 747-200 mit dem Kennzeichen D-ABYM der Lufthansa, deren Innenraum und linke Tragfläche begehbar sind. Von dem auf einem 20 Meter hohen Gestell montierten Jumbojet hat man einen guten Überblick über das Museumsgelände und die angrenzende Stadt Speyer. Fast alle Exponate können auch von innen besichtigt werden.

### Raumfahrthalle mit Buran OK-GLI und der AusstellungApollo and beyond

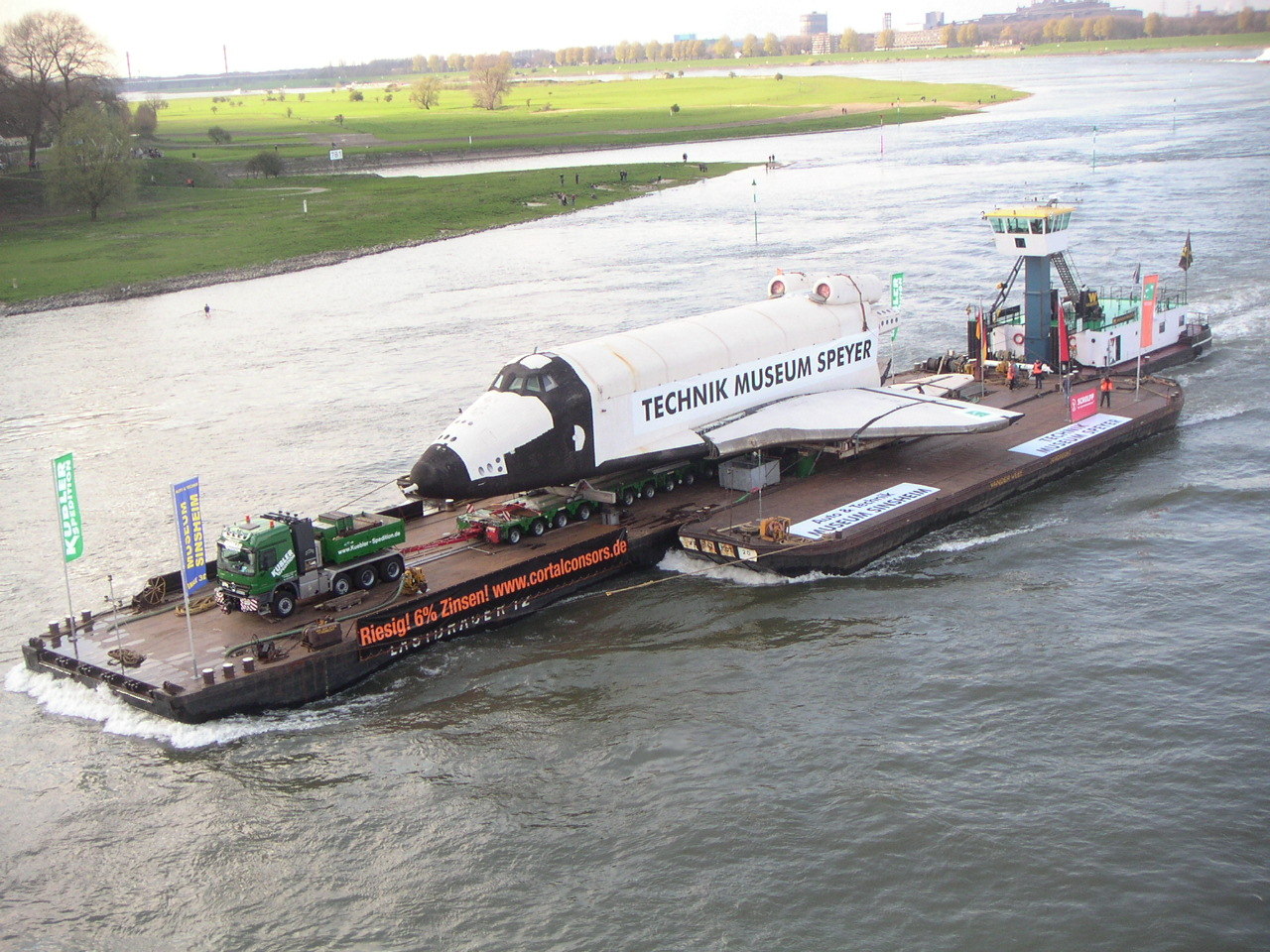
Transport der Buran (OK-GLI) nach Speyer

Seit dem 2. Oktober 2008 verfügt das Museum über eine Raumfahrthalle, die sich stilistisch am Weltraummuseum der NASA orientiert. Hauptattraktion der Ausstellung ist ein Prototyp der früheren sowjetisch-russischen Raumfähre Buran, die OK-GLI, mit der im Rahmen des Raumfährenprogramms der Sowjetunion in 24 Versuchsflügen das Flugverhalten in der Atmosphäre und die vollkommen ferngesteuerte Landung erprobt wurde. Das Shuttle erreichte Speyer am 11. April 2008 nach einem medienwirksamen Schiffstransport auf dem Rhein per Schubverband. Die Ausstellung Apollo and beyond zeigt die Entwicklung der Geschichte der bemannten Raumfahrt von den Anfängen in den frühen 1960er-Jahren bis zur Internationalen Raumstation (ISS). Neben originalen Raumanzügen, Triebwerken und Bauteilen sowie großen und kleinen Modellen werden auch Gegenstände und Memorabilia gezeigt, die aus dem All und vom Mond wieder mitgebracht wurden. Bebilderte Schautafeln in deutscher und englischer Sprache geben zusätzliche Informationen.

## Weitere Ausstellungsstücke

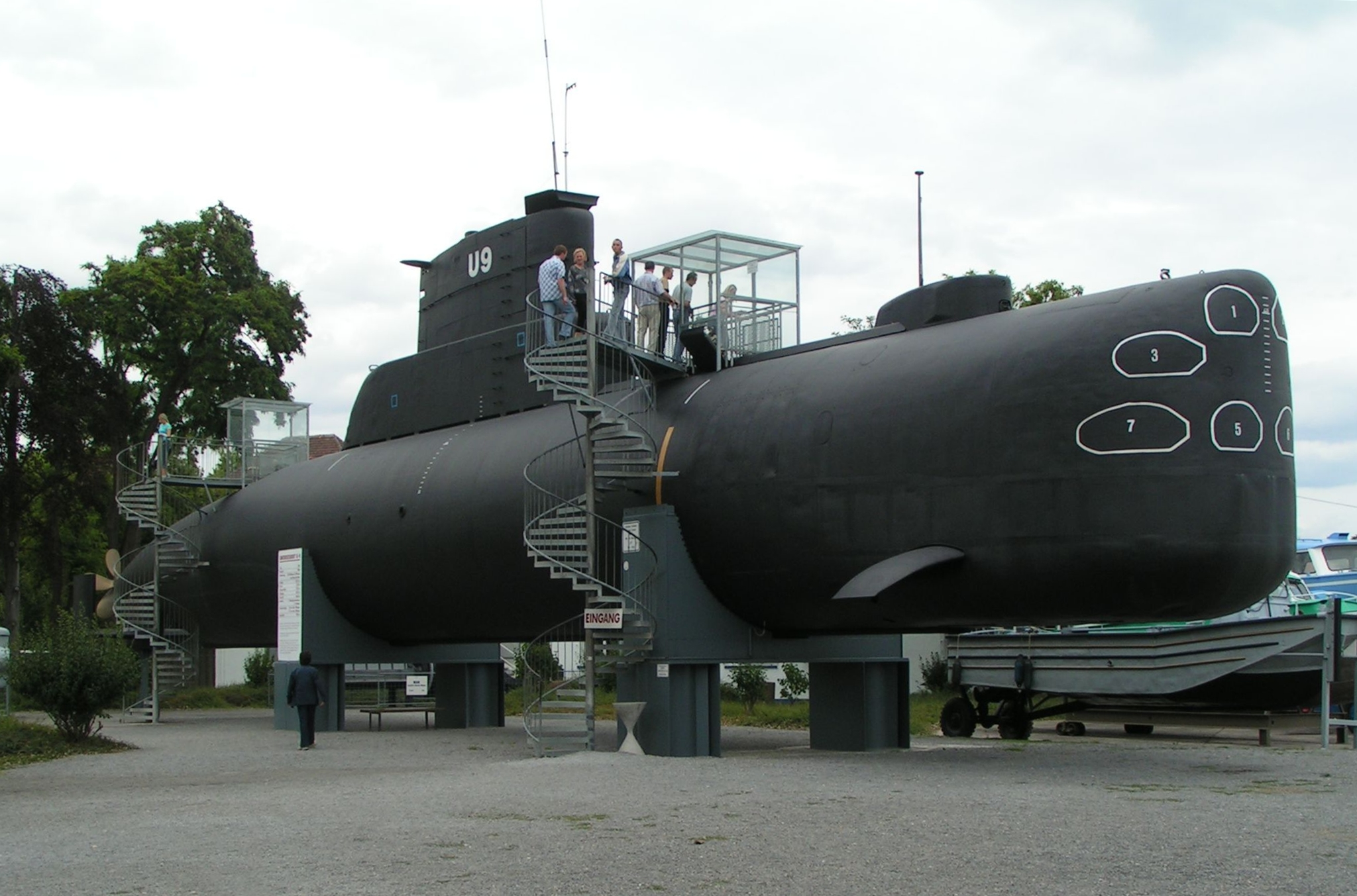
U-Boot U 9

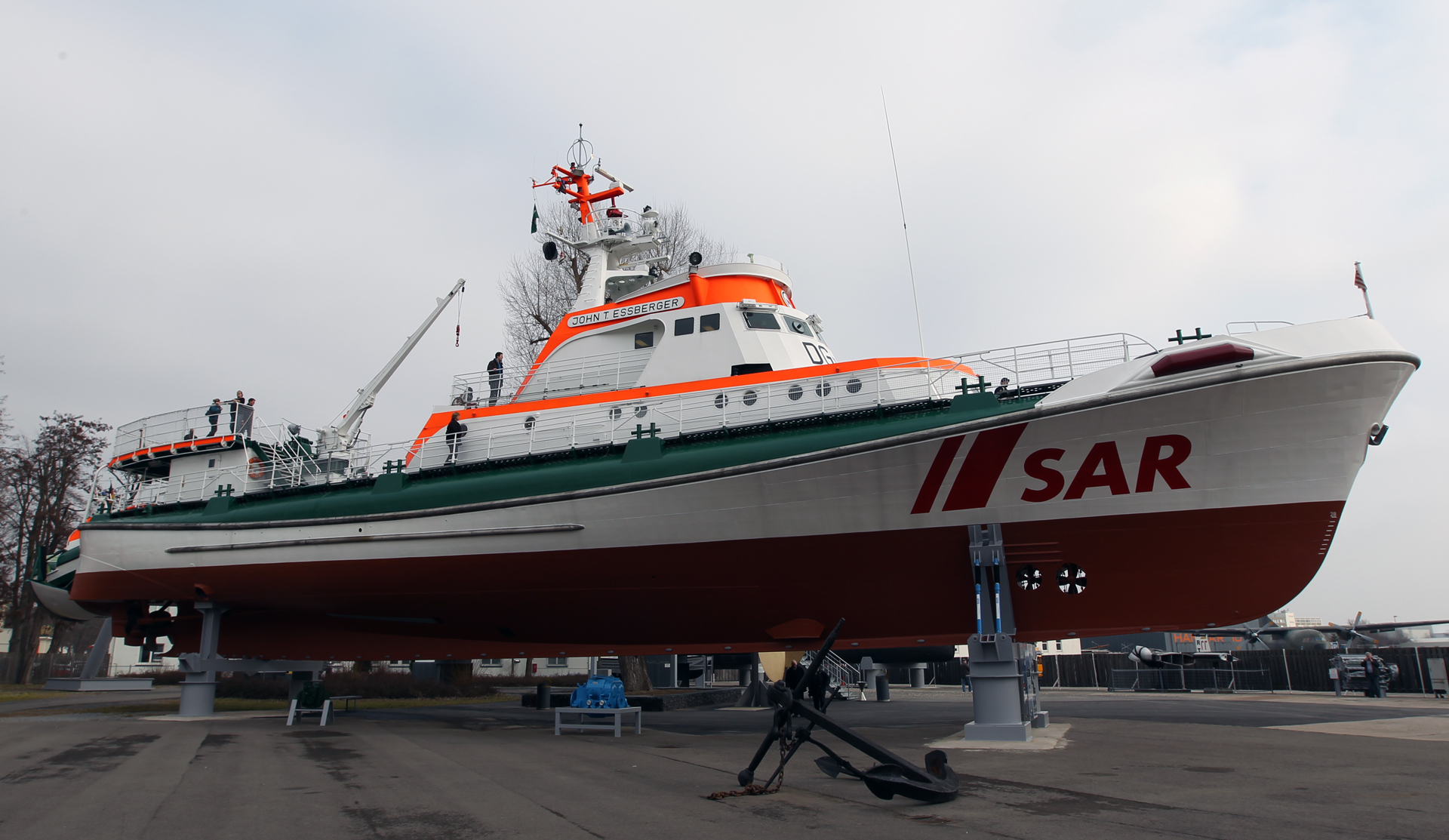
Seenotkreuzer John T. Essberger

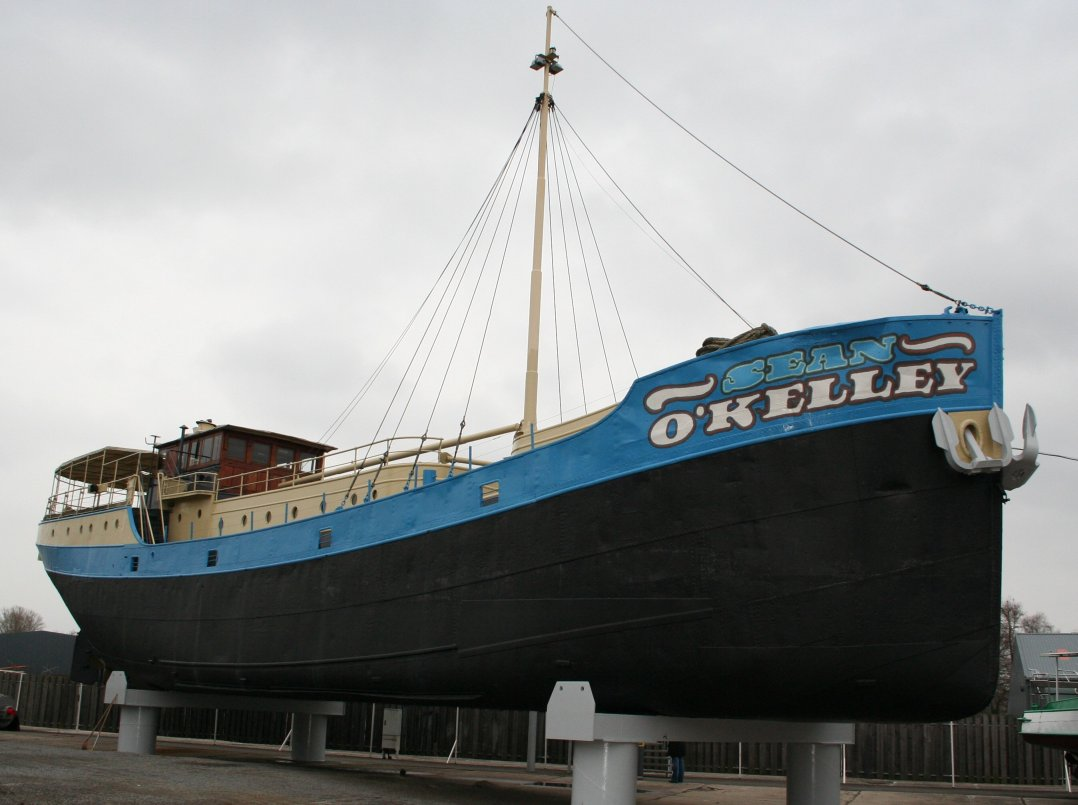
Das Hausboot der Kelly Family

- Lokomotiven:

Chinesische Dampflokomotive „Qian Jin“ 2655
Hanomag-Dampflokomotive G8.1 55 3528
Schweizer Güterzugslokomotive SBB Ce 6/8 II 14 267 ("Krokodil")
Kriegsdampflokomotive 42 1504
LKM-Cfl-Lok auf einem 12-rädrigen SEAG-LS70 Straßenroller
DB-Baureihe V 200.0
Vorserienexemplar der V36, ehemaliges Fahrzeug der Stadtwerke Frankfurt mit Stromabnehmer zur Steuerung von Signalen auf einer Strecke der ehemaligen Frankfurter Lokalbahn
- Flugzeuge, z. B. Dassault Mercure 100, Messerschmitt Bf 109 G-4, Junkers Ju 52/3m, Vickers Viscount V814
- Hubschrauber
- Oldtimer
- Feuerwehrfahrzeuge; darunter ein KW 15 von Magirus-Deutz, dem stärksten Bergungskranwagen seiner Zeit
- U-Boote; u. a. das begehbare U 9 der Bundesmarine
- Seenotkreuzer John T. Essberger
- Hausboot und Bus der Kelly Family
- Segelyacht Germany I (GER 89), mit der das United Internet Team Germany 2007 am America’s Cup teilgenommen hat.
- The Tree von Rüdiger Nehberg – Floß aus einer 350 Jahre alten Tanne
- Rennmotorräder
- Transrapid 04
- Tanz- und Konzertorgeln
- 26 Motorräder des Konstrukteurs Friedel Münch[8]
- Jährlich wechselnde Sonderausstellungen, so z. B. in den vergangenen Jahren mit den Themen Ford, Mini, Lancia, Renault, BMW, VW Golf.

## Wilhelmsbau

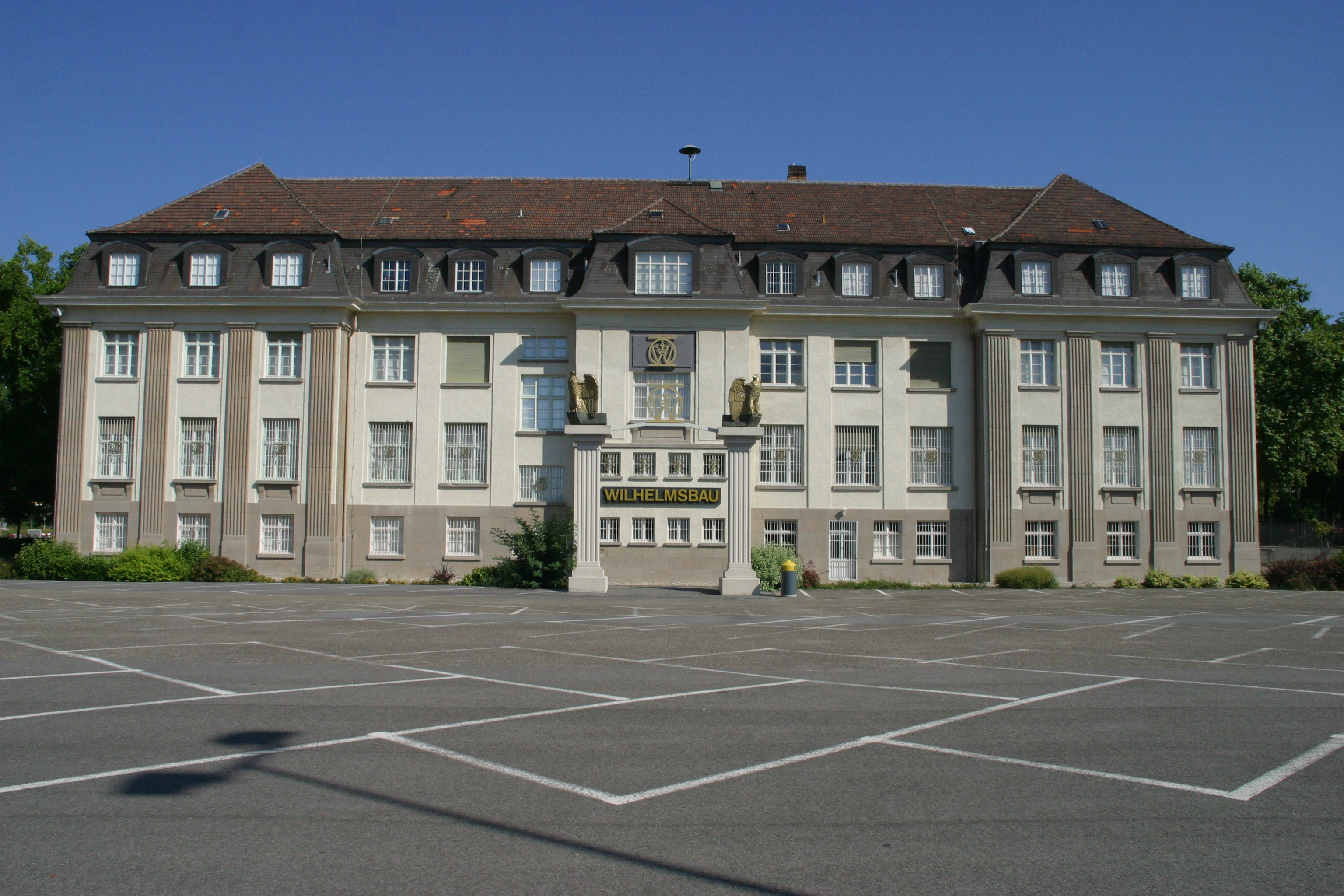
Technik Museum Speyer, Wilhelmsbau

Das Museum Wilhelmsbau wird auch als „Schatzkiste“ bezeichnet, mit deren Hilfe der Besucher in die deutsche Vergangenheit vornehmlich der letzten zwei Jahrhunderte geführt wird. Auf drei Etagen sind unter anderem folgende Exponate ausgestellt:
- historische Waffen,
- eine Puppenausstellung,
- historische Moden und Accessoires,
- Alltagsgegenstände aus dem vergangenen Jahrhundert,
- eine Uhrensammlung.

Im Untergeschoss ist auch eine der größten Sammlungen mechanischer Musikinstrumente zu sehen. Sie umfasst über 100 heute noch spielfähige historische Stücke wie:
- Theaterorgeln und Orchestrien,
- selbstspielende Klaviere und Flügel,
- Drehorgeln,
- Flötenautomaten-Uhren,
- Polyphone,
- Grammophone,
- Plattenspielautomaten,
- Chordefone,
- Symphonien.

Darunter sind historische Instrumente der Firmen Imhof & Mukle, Weber, Popper, Morton, Hupfeld, Steinway & Sons und Welte.
Besucher haben die Gelegenheit, einige der Instrumente nach jeweiligem Einwurf eines Geldstücks oder einer vorher gekauften Museumsmünze zum Spielen zu bringen. Dieses Konzept wird auch bei etlichen anderen Exponaten im Technikmuseum genutzt.